# Donna pietosa e di novella etate
Donna pietosa e di novella etate, è una canzone contenuta nella Vita nuova di Dante Alighieri (XXIII 17-28)

## Testo
- Ben converrà che la mia donna mora -.
Io presi tanto smarrimento allora,
ch’io chiusi li occhi vilmente gravati,
e furon sì smagati
li spirti miei, che ciascun giva errando;
e poscia imaginando,
di caunoscenza e di verità fora,
visi di donne m’apparver crucciati,
che mi dicean pur: - Morra’ti, morra’ti -.

Poi vidi cose dubitose molte,
nel vano imaginare ov’io entrai;
ed esser mi parea non so in qual loco,
e veder donne andar per via disciolte,
qual lagrimando, e qual traendo guai,
che di tristizia saettavan foco.
Poi mi parve vedere a poco a poco
turbar lo sole e apparir la stella,
e pianger elli ed ella;
cader li augelli volando per l’are,
e la terra tremare;
ed omo apparve scolorito e fioco,
dicendomi: - Che fai? non sai novella?
Morta è la donna tua, ch’era sì bella -.

Levava li occhi miei bagnati in pianti,
e vedea, che parean pioggia di manna,
li angeli che tornavan suso in cielo,
e una nuvoletta avean davanti,
dopo la qual gridavan tutti: "Osanna";
e s’altro avesser detto, a voi dire’lo.
Allor diceva Amor: - Più nol ti celo;
vieni a veder nostra donna che giace -.
Lo imaginar fallace
mi condusse a veder madonna morta;
e quand’io l’avea scorta,
vedea che donne la covrian d’un velo;
ed avea seco umiltà verace,
che parea che dicesse: - Io sono in pace -.

Io divenia nel dolor sì umile,
veggendo in lei tanta umiltà formata,
ch’io dicea: - Morte, assai dolce ti tegno;
tu dei omai esser cosa gentile,
poi che tu se’ ne la mia donna stata,
e dei aver pietate e non disdegno.
Vedi che sì desideroso vegno
d’esser de’ tuoi, ch’io ti somiglio in fede.
Vieni, ché ’l cor te chiede -.
Poi mi partia, consumato ogne duolo;
e quand’io era solo,
dicea, guardando verso l’alto regno:
- Beato, anima bella, chi te vede!
Voi mi chiamaste allor, vostra merzede". (Vita Nuova XXIII)»

## Analisi
L'incipit è la parte più importante della Canzone, è naturale, dunque, che la critica si sia interrogata sull'identità di questa "Donna pietosa e di novella etate", che si affaccia nel primo verso di un testo di grande rilievo nella struttura della Vita Nova.
A Marco Santagata  dobbiamo una risposta convincente: è Tana, la sorella più grande di Dante, quella che, morta la madre nel 1270 quando egli aveva 5 o 6 anni, dovette essere intenta a quei gesti di cura che la canzone richiama: gentilezze umane e pianto che nascono dalla paura di perdere il proprio caro e sono richiesta implicita di aiuto. Dante, poi, ricostruisce uno spaccato di vita vissuta, nel gesto delle donne che la invitano ad allontanarsi, come accade a colei che, dedita alle cure di un parente malato, dopo notti insonni e pianti per la sorte del proprio caro o cara, vede altre donne venirle in aiuto per consentirle di prendere un attimo di respiro. Una scena di vita vissuta, dunque, invade la poesia, come spesso avviene in Dante.
Ed ecco quindi il discreto allontanarsi e sparire della donna pietosa, così la vediamo scendere dalla leggerezza della visione poetica per tornare all'affannoso agire quotidiano. Un fantasma, la definisce Santagata, ma capace di lasciar intravedere, oltre che momenti della vita reale di Dante, la solida base di affetti e di tutele godute nella sua vita di bambino e di uomo, rimaste per sempre nel suo bagaglio affettivo e immaginativo, su cui fondare le impervie esperienze che la sorte gli riserverà da adulto nel suo viaggio di Ulisse cristiano.
Se in questa canzone il riferimento alla sorella Tana resta solo un'ipotesi, benché intrigante, non essendo proprio della poesia del tempo di Dante la citazione diretta di propri parenti, nel resto del testo resta dominante la figura di Beatrice. Il poeta narra alle donne pietose il sogno premonitore della sua morte, sogno nel quale i fili di una memoria sentimentale si intrecciano con una professione di fede così intensa da saldare la figura della donna amata con quella del Cristo. Nei versi 49 - 62, infatti, Dante descrive il momento della morte di Beatrice come segnato da fenomeni che nei Vangeli fanno da scenario alla morte di Cristo: l'oscuramento del sole e i grandissimi terremoti.
Mentre Tana, dunque, scende con grande discrezione dalla scena della poesia dantesca, Beatrice la invade pienamente mentre sale verso il cielo quale "nuvoletta" accompagnata dagli angeli che "gridavan tutti: "Osanna". Come attestato da tanti episodi della poesia di Dante, dalla Vita Nova alla Commedia, vita quotidiana e vita letteraria, vita sentimentale e vita religiosa si fondono in una sintesi di cui rimarrà segno nella struttura della poesia successiva.